# Hörscheid
Hörscheid település Németországban, Rajna-vidék-Pfalz tartományban. Lakosainak száma 118 fő (2023. december 31.).

## Népesség
A település népességének változása:
| Lakosok száma | 125  | 125  | 127  | 115  | 118  |
|               | 2017 | 2019 | 2021 | 2022 | 2023 |